# Sant Julian de las Chasas
Saint-Julien-des-Chazes és un municipi francès situat al departament de l'Alt Loira i a la regió d'Alvèrnia-Roine-Alps. L'any 2007 tenia 81 habitants.

## Demografia

### Població
El 2007 la població de fet de Saint-Julien-des-Chazes era de 81 persones. Hi havia 40 famílies de les quals 16 eren unipersonals (12 homes vivint sols i 4 dones vivint soles), 16 parelles sense fills i 8 parelles amb fills.
La població ha evolucionat segons el següent gràfic:
Habitants censats

### Habitatges
El 2007 hi havia 117 habitatges, 40 eren l'habitatge principal de la família, 69 eren segones residències i 8 estaven desocupats. 114 eren cases i 3 eren apartaments. Dels 40 habitatges principals, 35 estaven ocupats pels seus propietaris i 5 estaven llogats i ocupats pels llogaters; 1 tenia dues cambres, 8 en tenien tres, 8 en tenien quatre i 23 en tenien cinc o més. 26 habitatges disposaven pel capbaix d'una plaça de pàrquing. A 27 habitatges hi havia un automòbil i a 12 n'hi havia dos o més.

### Piràmide de població
La piràmide de població per edats i sexe el 2009 era:
| Homes | Edats   | Dones |
| ----- | ------- | ----- |
| 0     | 95 o +  | 0     |
| 0     | 90 a 94 | 0     |
| 8     | 85 a 89 | 0     |
| 4     | 80 a 84 | 0     |
| 4     | 75 a 79 | 4     |
| 0     | 70 a 74 | 4     |
| 0     | 65 a 69 | 4     |
| 0     | 60 a 64 | 0     |
| 8     | 55 a 59 | 0     |
| 4     | 50 a 54 | 8     |
| 4     | 45 a 49 | 4     |
| 0     | 40 a 44 | 4     |
| 0     | 35 a 39 | 0     |
| 0     | 30 a 34 | 0     |
| 4     | 25 a 29 | 4     |
| 0     | 20 a 24 | 0     |
| 4     | 15 a 19 | 0     |
| 0     | 10 a 14 | 0     |
| 0     | 5 a 9   | 0     |
| 0     | 0 a 4   | 0     |

## Economia
El 2007 la població en edat de treballar era de 54 persones, 32 eren actives i 22 eren inactives. De les 32 persones actives 28 estaven ocupades (14 homes i 14 dones) i 4 estaven aturades (3 homes i 1 dona). De les 22 persones inactives 13 estaven jubilades, 3 estaven estudiant i 6 estaven classificades com a «altres inactius».
Activitats econòmiques
Dels 4 establiments que hi havia el 2007, 1 era d'una empresa de construcció, 1 d'una empresa d'hostatgeria i restauració i 2 d'empreses de serveis.
Dels 2 establiments de servei als particulars que hi havia el 2009, 1 era una empresa de construcció i 1 restaurant.
L'any 2000 a Saint-Julien-des-Chazes hi havia 4 explotacions agrícoles que ocupaven un total de 220 hectàrees.

## Poblacions més properes
El següent diagrama mostra les poblacions més properes.